# Zaangażowanie CIA w Laosie

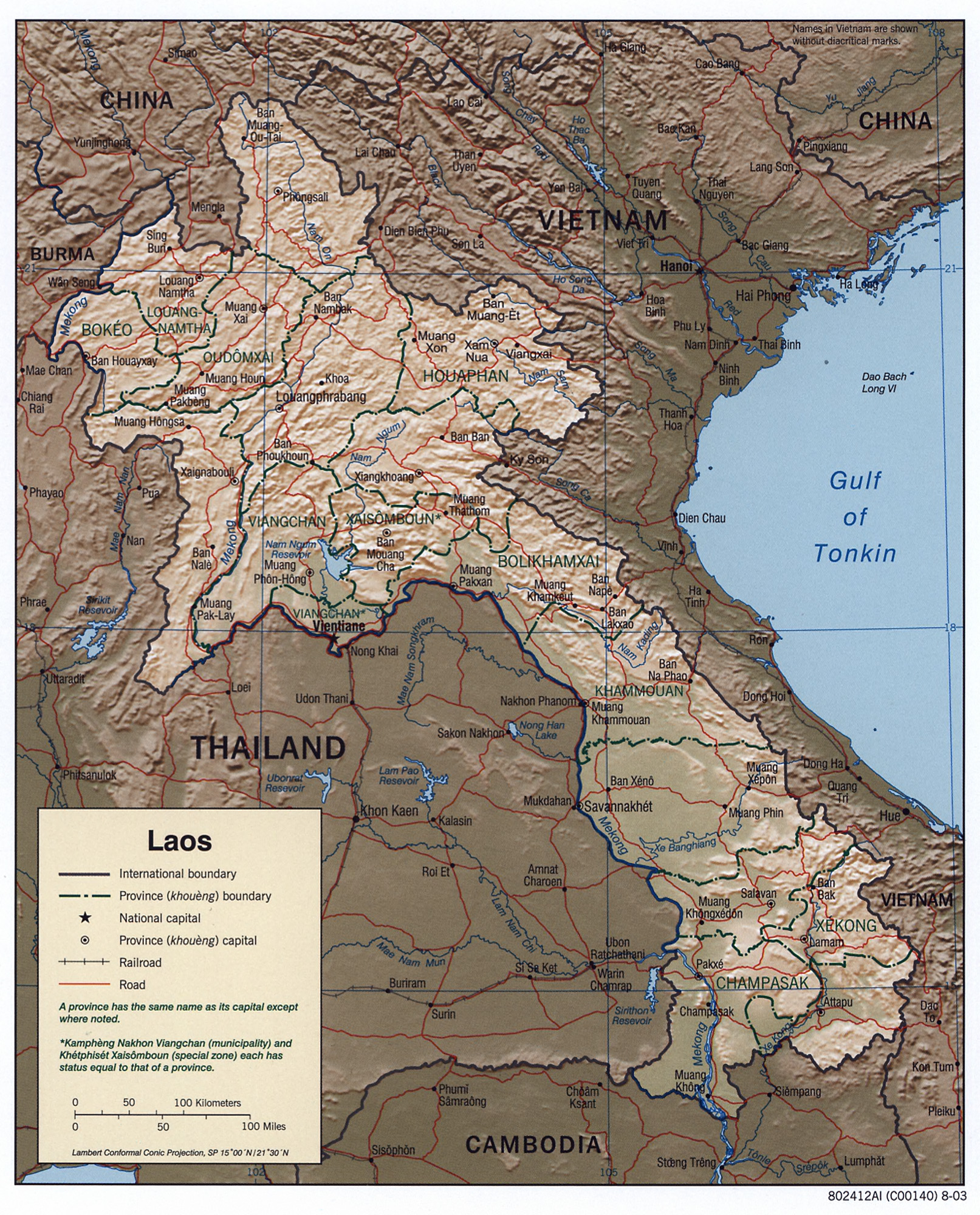
Mapa Laosu z zasobów CIA

Zaangażowanie CIA w Laosie – szereg trwających od lat 50. XX wieku do 1974 roku operacji specjalnych amerykańskiej Centralnej Agencji Wywiadowczej na terenie Laosu.
Zaangażowanie CIA było związane przede wszystkim z rozpoczęciem operacji Erawan – paramilitarnej aktywności CIA w Laosie polegającej na szkoleniu laotańskich żołnierzy. Początki operacji datuje się na rok 1959 i wiążą się one z wydarzeniami mającymi miejsce w regionie Azji Południowo-Wschodniej po rozpadzie Indochin Francuskich. Zaangażowanie amerykańskiej agencji wywiadowczej w Laosie było reakcją na rozprzestrzenianie się komunistycznych ruchów w regionie, konfliktem laotańskim i działalnością Pathet Lao. Podpisanie w styczniu 1973 roku paryskich układów pokojowych oznaczało wycofanie sił amerykańskich. Rok później Laos opuściła Air America, co ostatecznie zakończyło zaangażowanie CIA w tym państwie.
Rozpoczęcie misji szkoleniowej przez CIA było związane z sytuacją polityczną Stanów Zjednoczonych i niechęcią Ameryki do zwiększenia zaangażowania swoich sił w regionie. Prezydent John F. Kennedy, który nie chciał wysyłać więcej amerykańskich żołnierzy do Południowo-Wschodniej Azji, zdecydował się na zaangażowanie CIA do przeprowadzenia misji szkoleniowej wśród mieszkańców Laosu. Generał Vang Pao był przywódcą walczących z komunistami żołnierzy wywodzących się z grupy etnicznej Hmong, którzy pod przewodnictwem Vang Pao nawiązali współpracę z CIA. Przez 13 lat oficerowie CIA kierowali lokalnymi siłami w działaniach prowadzonych przeciw północnemu Wietnamowi. Poza działaniami skierowanymi przeciw komunistom z Wietnamu, kierowali także akcjami wymierzonymi w komunistów laotańskich. Ponadto CIA wspierało partyzantów z Laosu za pomocą zrzutów przeprowadzanych we współpracy z lotnictwem.
CIA uznało całą operację za sukces, ponieważ udało się zahamować rozwój komunizmu w Laosie. Agencja twierdzi, że zaangażowanie w Laosie były największymi działaniami paramilitarnymi w historii CIA.

## Geneza
Po porażce Francji w Wietnamie i podziale kraju wzdłuż siedemnastego równoleżnika, rząd Stanów Zjednoczonych zaczął obawiać się konsekwencji niestabilności całego regionu Azji Południowo-Wschodniej. Stany Zjednoczone obawiały się, że komunizm rozprzestrzeni się z niestabilnego Wietnamu na inne kraje w tym regionie, między innymi Laos. Zgodnie z doktryną powstrzymania, Stany Zjednoczone postanowiły podjąć działania mające na celu zatrzymanie szerzenia się komunizmu w tej części świata. Zapewnienie bezpieczeństwa w Laosie oznaczałoby ustabilizowanie sytuacji w pozostałych krajach regionu. Z tego powodu Stany Zjednoczone nie mogły dopuścić do przejęcia władzy w Laosie przez komunistyczny ruch Pathet Lao.
Na ówczesne zaangażowanie amerykańskie w Laosie miał wypływ konflikt laotański. W 1953 roku Francja, pod naciskiem USA i napiętej sytuacji wewnętrznej, formalnie przyznała Laosowi niepodległość, co zostało potwierdzone postanowieniami konferencji genewskiej w 1954 roku. Przez trzy dekady sytuacja w Laosie była daleka od stabilizacji. Walkę między sobą toczyli konserwatyści księcia Boun Ouma, którzy skupieni byli wokół armii przeciwko zwolennikom neutralności państwa Souvanna Phoumy i Pathet Lao Souphanouvonga. Wycofywaniu się USA z Indochin 1973 roku towarzyszyło zastąpienie prawicowego rządu w Wientian przez koalicję neutralistów i Pathet Lao. W 1975 roku Pathet Lao przejął pełnię władzy, a król Sisavang Vatthana został zmuszony do abdykacji. W wyniku tych wydarzeń doszło do proklamowania Laotańskiej Republiki Ludowo-Demokratycznej, a prezydentem został Souphanouvong.

## Utworzenie misji w Laosie i początkowa działalność
W 1957 roku pracownicy amerykańskiego wywiadu w Laosie wysłali depeszę do Waszyngtonu, w której wskazali na niezdolność komunistycznego ruchu Pathet Lao i Królewskiej Gwardii Laotańskiej do pokojowego rozwiązania sporu. Pomimo podpisanego porozumienia pod koniec 1957 roku, CIA zebrało informacje, z których wynikało, że ruch Pathet Lao nie chciał porzucić swojej radykalnej ideologii i chęci obalenia rządu laotańskiego. CIA uważało, że Pathet Lao chce ustanowić komunistyczny rząd poprzez prowadzenie wywrotowych działań politycznych i tajnych operacji wojskowych.
CIA ustaliło, że propagandyści Pathet Lao aktywnie działali na obszarach wiejskich, gdzie zachęcali do sprzeciwu wobec urzędników rządu laotańskiego. W celu nakłonienia do sprzeciwu, ludność informowana była, że strona komunistyczna wkrótce przejmie władze i ukarze tych, którzy się im sprzeciwiają. Odmowa poparcia dla Pathet Lao natomiast oznaczać miałaby wznowienie wojny domowej. W rezultacie Pathet Lao rządziło prowincjami, w których nie znajdowały się wojska Armii Narodowej Laosu.
W niejawnym memorandum z października 1958 roku CIA przyznało, że agencji powierzono nadzór nad tajnymi operacjami w Laosie. Departament Stanu zasugerował kontynuację operacji w tym regionie. W memorandum zwrócono się do szefa Dywizji Dalekiego Wschodu o rozważenie roli CIA w Laosie i zaakceptowania sugestii CIA dotyczących operacji.

## Początek działań paramilitarnych

### 1959 rok
Latem 1959 roku Wietnam Północny zaatakował Laos. W związku z tym faktem amerykańskie przywództwo wątpiło w zdolności generała Vang Pao do odniesienia zwycięstwa w konflikcie z komunistami. Niekorzystny dla amerykańskiego przywództwa rozkład sił w regionie skutkował podjęciem decyzji o przeniknięciu Amerykańskiej Grupy Sił Specjalnych o kryptonimie „Hotfoot” pod dowództwem podpułkownika Arthura „Bull” Simonsa do Laosu. W wyniku tej decyzji dwanaście mobilnych zespołów szkoleniowych rozpoczęło swoje działania w Wientianie, Luang Prabang, Savannakhet i Pakse.
Urzędnicy CIA w Laosie poprosili o dodatkowe środki transportu lotniczego. W sierpniu 1959 roku CIA nakazało należącemu do niej przedsiębiorstwu Air America wyszkolić dwóch pilotów helikopterów. Oprócz roli w operacjach bojowych, Air America kierował misjami poszukiwawczo-ratowniczymi w Laosie. Operacja, która pierwotnie miała być jedynie krótkotrwała, stała się początkiem długoterminowego zaangażowania amerykańskiego w Laosie.
Jesienią 1959 roku siły specjalne Stanów Zjednoczonych rozpoczęły szkolenie szeregu laotańskich żołnierzy w zakresie prowadzenia niekonwencjonalnych taktyk wojennych. Działania te były prowadzane w ramach operacji pod kryptonimem „Erawan” w efekcie braku osiągnięcia porozumienia między komunistyczną armią Pathet Lao a armią królewską (stroną rządową, popieraną przez Amerykanów). CIA utworzyło jednostkę szkoleniową z sił specjalnych armii Stanów Zjednoczonych. Rząd laotański chciał, aby amerykańska pomoc przeciwko Pathet Lao pozostała tajna, dlatego uformowana jednostka szkoleniowa przybyła do Laosu na pokładzie linii lotniczej Air America, przekraczając granicę w cywilnych ubraniach bez wyraźnych amerykańskich symboli. Umożliwiło to zachowanie amerykańskiego zaangażowania w tajemnicy.
W 1959 roku CIA nakazała siłom powietrznym rozmieszczenie eskadry bombowców B-47 w bazie na Filipinach, co umożliwiło wykorzystanie ich do zakłócania lub niszczenia komunikacji Pathet Lao z Wietnamem Północnym.
Do grudnia 1959 roku Vang Pao musiał podjąć decyzję dotyczącą kontynuacji prowadzonych walk z komunistami. Vang Pao zdecydował, że będzie prowadził dalsze działania i zbierze dziesięciotysięczną armię, jeśli Stany Zjednoczone zapewnią mu dostawy broni. Z pomocą zespołu amerykańskich sił specjalnych zaczął organizować siły z grupy etnicznej Hmongów. Odtajnione dokumenty z 2008 roku ujawniły, że ambasador USA w Laosie pełnił funkcję dowódcy polowego w prowadzonych działaniach. Amerykańscy żołnierze w ramach realizowanych działań poprowadzili członków plemion Meo i Hmong przeciwko siłom komunistycznym w regionie. Vang Pao wyraził natomiast obawy, że Hmongów prawdopodobnie spotkają represje ze strony komunistów za prowadzone działania.

### Grupa etniczna Hmong
Hmong to liczna grupa etniczna zamieszkująca górzyste regiony Azji Południowo-Wschodniej, w tym Wietnamu, Laosu i Tajlandii. W XX wieku społeczność Hmongów została podzielona przez konflikt między komunistami a stronami rządzącymi w krajach regionu. W Tajlandii wielu z nich przyłączyło się do strony komunistycznej. Natomiast Hmongowie zamieszkujący Laos popierali stronę stojącą w opozycji do komunistów.

## Lata 1960–1964
W latach 1960–1961, w ramach operacji Erawan, kontynuowano programy szkoleniowe dla żołnierzy z Laosu. Wcześniejsze szkolenia laotańskiej armii były słabo zorganizowane i stanowiły przedmiot sporu między Amerykanami a Francuzami. W lutym 1960 roku Waszyngton zdecydował o przedłużeniu programów szkoleniowych dla laotańskiej armii. Doszło jednak do sporu pomiędzy Paryżem a Waszyngtonem. Francuzi chcieli zachować pełną kontrolę nad armią laotańską. Phoumi (laotański polityk) sprzeciwił się francuskiemu zwierzchnictwu i wyraził swoje poparcie do kontrolowania operacji szkoleniowych przez siły specjalne USA. Dodatkowo żądał całkowitego usunięcia Francuzów z Laosu. Francuzi wyrazili natomiast sprzeciw wobec obecności USA w Laosie, twierdząc, że taka ingerencja narusza porozumienia genewskie. Po długiej serii negocjacji połączonych z interwencjami ze strony Królewskiego Rządu Tajlandii, siły specjalne USA zostały skierowane do kontynuacji szkoleń.
W marcu 1960 roku czterech pilotów Civil Air Transport (w ramach którego powstała spółka zależna Air America), którzy zostali przeszkoleni do prowadzenia operacji na śmigłowcach H-19A dotarło do Laosu. Ze względu na ograniczenia operacyjne wynikające ze słabej mocy śmigłowców H-19, które mogły latać tylko na niższych wysokościach, były one głównie wykorzystywane do przewożenia oficerów CIA na spotkania w odległych rejonach kraju.

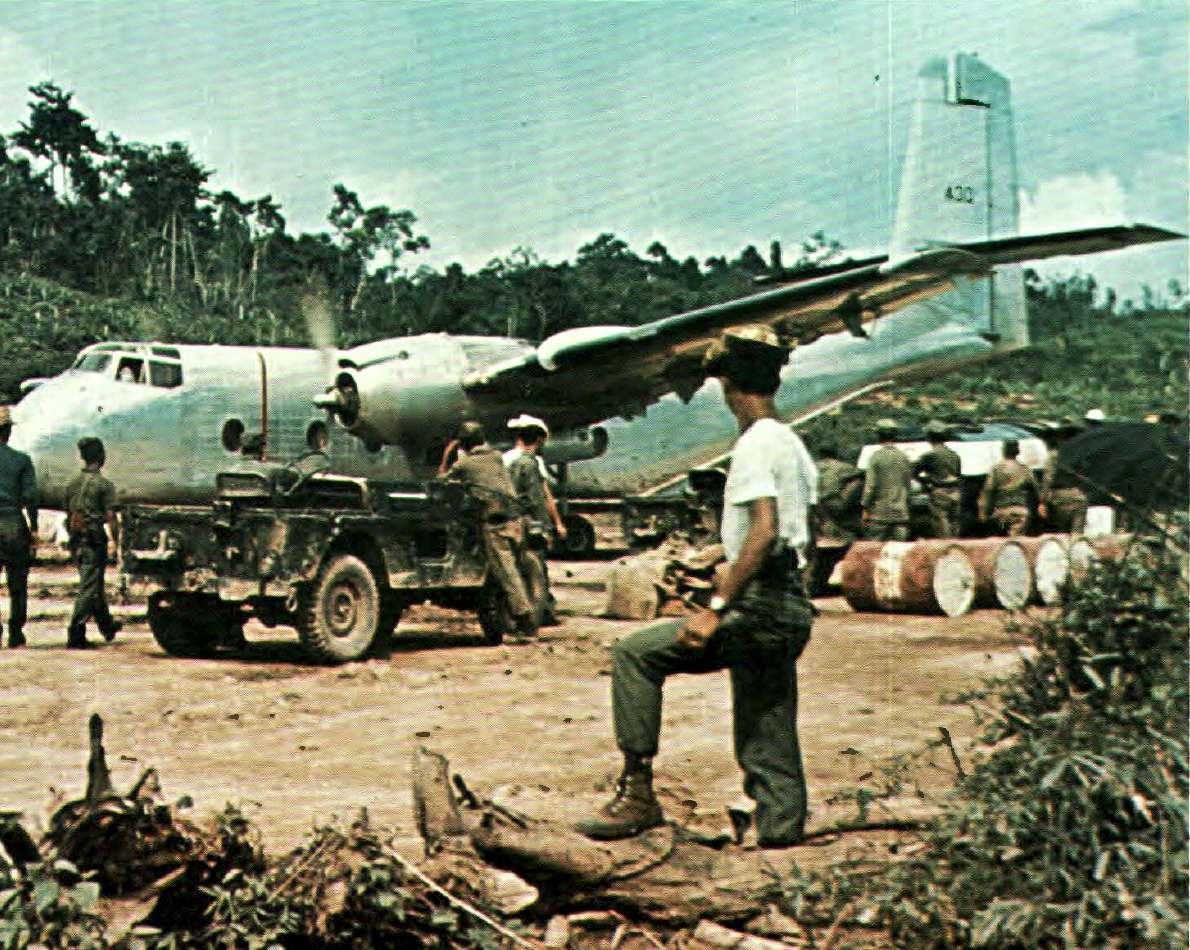
Samolot De Havilland Canada C-7A Caribouu linii lotniczych Air America dostarcza zaopatrzenie w Laosie, około 1960 rok

W styczniu 1961 roku, kiedy prezydentem USA został John F. Kennedy, siły paramilitarne CIA były skupione przede wszystkim na rozwoju sytuacji na Kubie. Z tego powodu CIA nie było w stanie zapewnić wsparcia z powietrza dla projektu prowadzonego przez Siły Powietrzne Stanów Zjednoczonych Ameryki (ang. United States Air Force – USAF) o kryptonimie „Mill Pond”. W ramach prowadzonych działań załogi USAF miały korzystać w przestrzeni powietrznej Laosu z nieoznakowanych bombowców B-26. Ostatecznie w wyniku ograniczonych środków i zaangażowania w innej części świata USAF nieoficjalnie dostarczyły do Laosu swoje jednostki, których rzekomym pracodawcą została korporacja Air America.
W styczniu 1961 roku Air America dostarczyło broń pierwszym 300 kursantom. Przedsiębiorstwo to zatrudniło czterech doświadczonych pilotów śmigłowców Korpusu Piechoty Morskiej Stanów Zjednoczonych Ameryki. Następnie w celu wzmocnienia zaangażowania amerykańskiego w tej części świata, CIA zorganizowało przeniesienie czterech śmigłowców UH-34 do Air America w zastępstwie za będący do tej pory w ich posiadaniu słabszy model H-39.
W pierwszych miesiącach 1961 roku przedsiębiorstwo Air America dysponowało tylko kilkoma helikopterami, a także samolotami STOL (samoloty krótkiego startu i lądowania). Stan ten uległ zmianie na początku marca 1961 roku, kiedy to nowa administracja Kennedy’ego zaniepokoiła się coraz gorszą sytuacją w Laosie. Ówczesny prezydent Stanów Zjednoczonych postanowił przenieść dodatkowe 14 śmigłowców UH-34 z Korpusu Piechoty Morskiej do Air America, a pilotowane one miały być przez „ochotników” z piechoty morskiej i marynarki wojennej.
23 lipca 1962 roku w Genewie podpisana została Deklaracja o neutralności Laosu. Neutralność ta przewidywała utworzenie rządu koalicyjnego i wycofanie wszystkich obcych wojsk z kraju do 7 października tego roku. Po podpisaniu deklaracji Stany Zjednoczone wycofały swoich 666 doradców wojskowych oraz personel pomocniczy, natomiast Air America przestało zrzucać broń dla armii Hmongów. Rząd USA zgodnie z wytycznymi deklaracji zastosował się do jej postanowień i dodatkowo zmniejszył swoją obecność w przestrzeni powietrznej Laosu. Strona amerykańska zdecydowała, że CIA powinna pozostawić tylko dwóch agentów w Laosie w celu monitorowania przestrzegania podpisanego dokumentu przez stronę komunistyczną.
Biura CIA wkrótce odkryły, że armia północnowietnamska (ang. North Vietnamese Army – NVA) nie wycofała swoich siedmiu tysięcy żołnierzy z terytorium Laosu i kontynuowała poszerzenia swojej pozycji w tym kraju. Sukcesy w nieustannym poszerzaniu kontrolowanych terenów przez NVA było spowodowane m.in. brakiem broni i amunicji w szeregach Hmongów. Agenci CIA w raportach informowali amerykańskie dowództwo o braku broni i pogarszającej się sytuacji, która uniemożliwiała Hmongom skuteczną obronę Laosu przed atakami ze strony komunistów. William Colby, który był szefem Dywizji CIA odpowiedzialnej za Daleki Wschód, zwrócił się do Harrimana, aby ten zezwolił na wznowienie przesyłu broni oraz pomocy drogą lotniczą. W odpowiedzi Sekretarz stanu Averell Harriman zdecydował o dostarczeniu broni Hmongom.

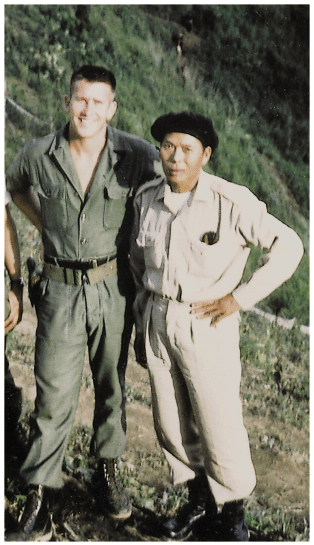
Dick Holm – pracownik CIA, wraz z żołnierzem Hmong w 1962 roku

A. Harriman postanowił zatwierdzić zrzut broni z samolotów Air America, lecz zaznaczył, że musi ona być używana do celów czysto defensywnych. Po tym wydarzeniu organizowano kolejne przesyłki, a Harriman osobiście zatwierdzał każdy tajny lot zaopatrzeniowy oraz jego ładunek. Gdy w 1963 roku z Hanoi wysłano do walki dodatkowe wojska, administracja Kennedy’ego upoważniła CIA do zwiększenia liczebności armii Hmong. Do końca roku uzbrojonych było już 20 tysięcy Hmongów. Działali oni jako partyzanci, wysadzając magazyny północnowietnamskiej armii, czy też tworząc zasadzki na ciężarówki.
Na początku 1964 roku rząd Stanów Zjednoczonych zauważył, że pomimo zwiększenia liczebności wojsk w Laosie dochodziło do nasilenia działań komunistycznych. Dla Stanów Zjednoczonych było to niepokojące ze względu na wzrost zagrożenia wobec Wietnamu Południowego. Królewskie Laotańskie Siły Powietrzne (RLAF) zaczęły otrzymywać z tego powodu dodatkowe, wzmożone wsparcie ze strony Amerykanów. Działania pełnoskalowe wybuchły w Laosie w marcu 1964 roku, kiedy to siły północnowietnamskie zaatakowały Równinę Dzbanów. W połowie maja 1964 roku komuniści przejęli kontrolę nad tym strategicznym regionem.
Ponieważ naloty mogły być wykonywane według Deklaracji o neutralności Laosu z 1962 roku tylko przez RLAF, to, na prośbę ambasadora USA, siły te otrzymały siedem samolotów T-28. Zostały one tymczasowo wypożyczone od USA, a następnie udostępnionych zostało dodatkowych 10 samolotów T/RT-28. Amerykanie postanowili wysłać również trzy samoloty typu C-47 do szkolenia pilotów RLAF. W 1964 roku laotańskie siły powietrzne otrzymały łącznie 33 bombowce T-28, które mogły zostać użyte do prowadzenia działań zbrojnych.
W National Intelligence Estimate z 25 maja 1964 roku poruszona została kwestia dotycząca ustalenia zestawu działań mogących spowodować ograniczenie działań Demokratycznej Republiki Wietnamu w Republice Wietnamu i respektowania przez nią ustaleń zawartych w Deklaracji z 1962 roku w sprawie Laosu. W opublikowanym w 1964 roku dokumencie zakładano działania powietrzne i morskie, co istotne bez ataków na duże skupiska ludności czy możliwości użycia broni jądrowej. W ten sposób Demokratyczna Republika Wietnamu, Chiny i ZSRR zostały poinformowane, że zamiary USA są ograniczone.
24 czerwca 1964 roku rząd USA formalnie zatwierdził operację „Trójkąt”. W tej operacji Stany Zjednoczone zaangażowały specjalistów od artylerii do pomocy laotańskim jednostkom naziemnym, wysuniętych obserwatorów do wzywania nalotów oraz kontrolerów powietrznodesantowych do kierowania samolotami uderzeniowymi. Siły Powietrzne Stanów Zjednoczonych od tego momentu zaczęły wykorzystywać misje rozpoznania fotograficznego Yankee Team jako przykrywkę dla ataków powietrznych.

## Lata 1965–1969
Rok 1965 stał się początkiem nowego rozdziału w tzw. tajnej wojnie w Laosie, ponieważ doszło wtedy do zwiększania aktywności wojskowej Stanów Zjednoczonych. Pomimo że pełen zakres prowadzonych działań w Laosie i trwającego tam konfliktu nie został ujawniony opinii publicznej w USA aż do końca lat sześćdziesiątych, to prowadzone tam działania nie stanowiły tajemnicy. Informacje o walkach często trafiały na łamy Bangkok Post, The New York Times oraz wielu innych gazet. Kongres Stanów Zjednoczonych również był bardzo dobrze poinformowany o przebiegu działań i wydatkach przeznaczanych na ich prowadzenie. Senator Stuart Symington i inni kongresmeni odwiedzili Laos i wyrazili swą przychylność dla prowadzonych działań. Jak zauważył Richard Helms, uważali, że „był to znacznie tańszy i lepszy sposób na prowadzenie wojny w Azji Południowo-Wschodniej niż bezpośrednie zaangażowanie wojsk amerykańskich”.

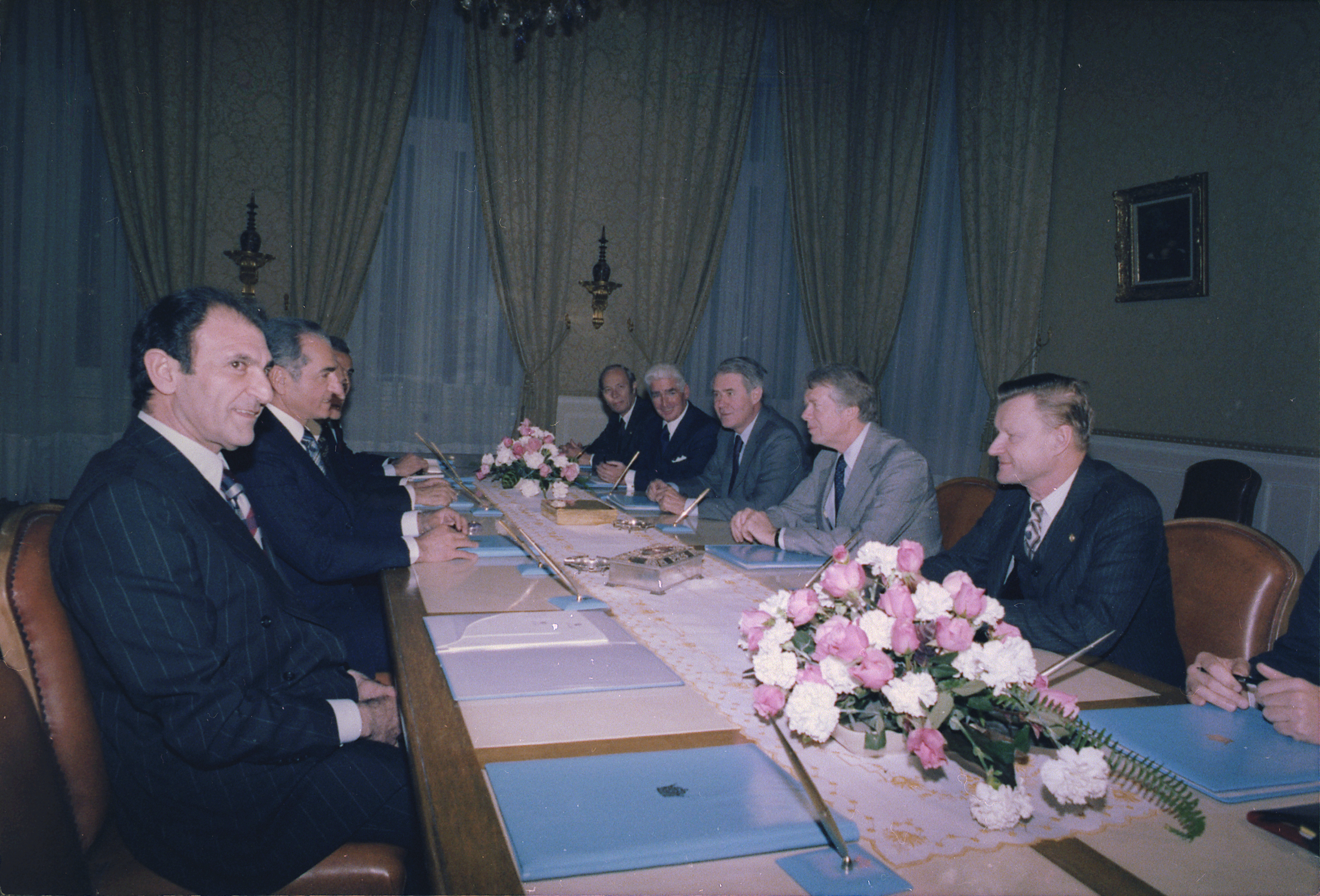
William H. Sullivan (czwarty od prawej strony)

CIA było odpowiedzialne za prowadzenie operacji wojskowej w Laosie, jednak największą rolę w zarządzaniu działaniami odgrywał tamtejszy ambasador Stanów Zjednoczonych – William Sullivan. Tajna wojna w Laosie, jak podkreślił Charles Stevenson, „była wojną Williama Sullivana”. Zastępca sekretarza stanu William Bundy stwierdził nawet, że „w Laosie nie upuszczono worka ryżu, o którym (Sullivan) by nie wiedział”. Postawił on swoim podwładnym dwa warunki. Po pierwsze, należało utrzymywać pozory, że ustalenia porozumień genewskich są utrzymywane. Dlatego właśnie operacje wojskowe musiały być przeprowadzane we względnej tajemnicy. Po drugie, do akcji nie miały być zaangażowane żadne regularne wojska lądowe USA. Politykę tę z powodzeniem realizował również później jego następca – McMurtrie Godley.
Do 1968 roku CIA ustanowiło dobrze działający system prowadzenia operacji w Laosie. Agencja ustalała zadania, które spełniać miały Siły Powietrzne Stanów Zjednoczonych. Jednakże w wielu przypadkach różnice między CIA a wojskiem zmniejszały ogólną skuteczność prowadzonych działań. Ze względu na tajemnicę, CIA często odmawiała dzielenia się swoimi planami z Siłami Powietrznymi, co negatywnie wpływało na współpracę między oboma organizacjami. Dodatkowo agencja wywiadowcza nie doceniała zdolności Sił Powietrznych Stanów Zjednoczonych, co jeszcze mocniej potęgowało niechęć do współpracy.

## Lata 1970–1974
12 lutego 1970 roku komuniści zaatakowali jednostki Souvanna Phouma w Równinie Dzbanów. W związku z tym faktem ambasador Godley poprosił rząd Stanów Zjednoczonych o wsparcie bombowcami B-52. Prezydent Nixon zdecydował się udzielić tego wsparcia i w nocy 17 lutego 1970 roku trzy bombowce uderzyły we przemieszczające się w głąb Laosu wojska północnowietnamskie. Późniejsze zdjęcia i obserwacje naziemne ujawniły poważne straty wroga.
Do roku 1970 zarządzana przez CIA linia lotnicza dysponowała w sumie około czterdziestoma samolotami oraz około trzydziestoma śmigłowcami. W Laosie i Tajlandii stacjonowało ponad 300 osób, które były członkami załóg operujących tymi maszynami. W 1970 roku z samolotów Air America zrzucono na teren Laosu około 23 miliony kilogramów żywności – głównie ryżu. Załogi Air America pełniły następujące funkcje: transportowały dziesiątki tysięcy żołnierzy i uchodźców, wykonywały loty w celu przeprowadzania misji ratunkowych (m.in. ratowały zestrzelonych lotników i przeprowadzały ich ewakuację z terenów całego kraju), wykonywały zdjęcia rekonesansowe, a także były wykorzystywane w tajnych misjach.
24 kwietnia 1971 roku wiceprezes Air America do spraw operacji lotniczych wysłał wiadomość do wszystkich pracowników o rosnącej liczbie zgonów wśród pracowników tej korporacji będącej efektem prowadzonych działań. 21 kwietnia 1972 roku nakazano CIA zrzec się kontroli nad Air America i powiązanymi spółkami. Linie lotnicze zostały rozwiązane po zakończeniu wojny amerykańskiej w Azji Południowo-Wschodniej. 3 czerwca 1974 roku ostatni samolot Air America przekroczył granicę z Laosu do Tajlandii.

## Amerykańskie bombardowanie Laosu w ramach prowadzenia „Tajnej wojny”
Tajna wojna definiowana jest jako konflikt w Laosie, w który Stany Zjednoczone były zaangażowane w sposób niejawny. CIA odpowiedzialne było za powstrzymanie komunizmu w tym kraju i prowadziło do 1974 roku przede wszystkim działania stosując dwie metody:
1. CIA udzieliło pomocy w zgromadzeniu tajnej armii (złożonej przede wszystkim z Hmongów) i przeszkolenie jej do walki w wewnętrznym konflikcie w Laosie.
2. CIA zdecydowało o rozpoczęciu bombardowania Laosu przez amerykańskie siły i dowodziło tymi działaniami w celu osłabienia sił komunistycznych w regionie[12]. W konflikt w Laosie zaangażowane były Siły Powietrzne Stanów Zjednoczonych i lotnicy z Air America[1].

Prowadzenie przez CIA działań w Laosie było związane z wydarzeniami na froncie w Wietnamie i to właśnie ten konflikt determinował decyzje podejmowane przez CIA w sprawie Laosu. W celu osłabienia sił komunistycznych w Wietnamie i odcięcia komunistycznych linii zaopatrzenia na szlaku Ho Chi Minha, CIA zdecydowało się na bombardowanie Laosu. W 1964 roku Siły Powietrzne Stanów Zjednoczonych zaczęły atakować cele w Laosie, używając samolotów takich jak AC-130 i B-52 załadowanych bombami kasetowymi. W tym samym roku Stany Zjednoczone rozpoczęły swoją pierwszą zwiadowczą operację powietrzną.
W ciągu niemal 10 lat (1964–1973) prowadzenia przez Stany Zjednoczone misji obserwacyjnych i bombardowań, Laos zyskał tytuł najbardziej zbombardowanego państwa (w przeliczeniu na jednego mieszkańca) w historii działań wojennych. Amerykańskie samoloty zrzuciły na teren tego kraju ponad dwa miliony ton bomb.

## Skutki
Aktywność CIA w Laosie pozwoliła uniknąć rozprzestrzenienia się komunizmu w regionie i zapobiegła objęciu władzy w Laosie przez rząd socjalistyczny. Z drugiej zaś strony amerykańskie zaangażowanie spowodowało ogromne zniszczenia. Przede wszystkim olbrzymim problemem było pozostawienie na tych terenach niezliczonej ilości niezdetonowanych bomb, które stwarzały realne zagrożenie dla Laotańczyków. Dodatkowo prowadzone działania ukazały wewnętrzne problemy Stanów Zjednoczonych, jakimi były kwestie z zakresu współdziałania i kooperacji różnych instytucji – m.in. CIA z Siłami Powietrznymi Stanów Zjednoczonych. Analiza ataków lotniczych na wrogie siły, przeprowadzona pod koniec walk przez Agencję Wywiadowczą Departamentu Obrony (ang. Defense Intelligence Agency – DIA) wykazała, że odkąd rozpoczęły się one 7 lutego 1965 roku spowodowały szkody o wartości około 28,5 miliona dolarów.
Amerykańskie bombardowania w czasie prowadzonych działań spowodowały dużą liczbę ofiar w czasie trwania wojny domowej w Laosie. Analiza Departamentu Stanu Stanów Zjednoczonych wykazała, że około 30% wszystkich bomb zrzuconych na Laos nie uległo detonacji. Według ogólnokrajowych badań od 1975 roku około 20 000 osób w Laosie padło ofiarą niewybuchów, a 60% z tych przypadków zakończyło się śmiercią. W 2014 roku rząd Stanów Zjednoczonych przekazał Laosowi 12 mln dolarów na demontaż niewybuchów, które pozostały po wojnie. W 2015 roku tylko około 1% zbombardowanych obszarów w Laosie zostało oczyszczonych z niewybuchów.
6 września 2016 roku prezydent Stanów Zjednoczonych Barack Obama przemawiając w Laosie, uznał „cierpienie i poświęcenie wszystkich stron konfliktu” oraz jego „bolesne żniwo niewinnych mężczyzn, kobiet i dzieci”. Podjął wówczas decyzję o podwojeniu rocznego wkładu Stanów Zjednoczonych w demontaż powojennych niewybuchów do 30 mln dolarów rocznie, przez trzy kolejne lata. Był on pierwszym amerykańskim prezydentem, który odwiedził Laos.